# Макроогузские языки
Макроогу́зские языки — гипотетическая группа, объединяющая языки рунических надписей, караханидский, древнеуйгурский и огузские языки. Предложена в 2006 г. в глоттохронологическом древе «по отредактированным спискам» А. В. Дыбо в сборнике «Сравнительно-историческая грамматика тюркских языков. Пратюркский язык-основа. Картина мира пратюркского этноса по данным языка».
В остальных вариантах классификаций огузские языки не выводимы из древнетюркских. Противоречие объясняется примерным совпадением дат образования и расхождения тюркских ветвей (гипотетические макроогузские и центральные распадаются в V в., древнетюркский выделяется в VIII в., что совпадает как со временем образования как древнеогузского, так и карлукско-кыпчакского языка).